# Полл, Нёлсояр

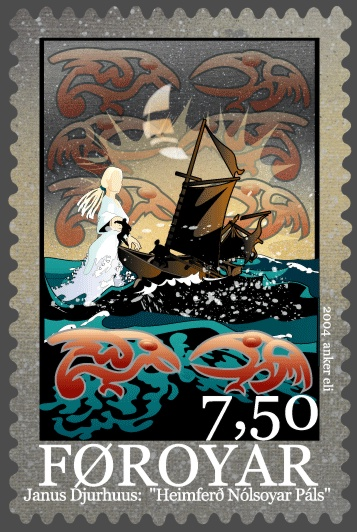
«Возвращение Нёлсояра Полла», фарерская марка, автор
Anker Eli Petersen

Нёлсояр Полл (первое имя Полл Полльсен Нёльсой) (фар. Nólsoyar Páll; 11 октября 1766 — зима 1808/09) — национальный герой Фарерских островов. Поэт, фермер, торговец, моряк и кораблестроитель,
пытавшийся развивать прямую торговлю между Фарерскими островами и остальной Европой. Спас население островов от эпидемии оспы, доставив вакцину. Зимой 1808/09 года пропал без вести, возвращаясь морем из Англии.

## Биография
'Полл Полльсен родился на острове Нёльсой, название которого он и его братья (всего в семье было семеро детей) присоединили к своим именам. После смерти отца в 1786 году он уехал с островов и много путешествовал; предположительно, служил в британском и французском флотах, был капитаном на американское торговом судне, и плавал с китайскими пиратами. В 1798 г. он женился на уроженке Нёльсоя Сигге Марии Туммасдоттир, с которой прожил два года в Копенгагене. В 1800 г. он вернулся на Фареры и после смерти жены в 1801 г. женился во второй раз на Марен (или Мален) Зиска, дочери зажиточного арендатора. Взяв в аренду еще один участок недалеко от Клаксвуйка на острове Борой, он стал настолько успешным фермером, что Датское королевское общество развития сельского хозяйства наградило его серебряной медалью (получить ее Полл не успел).
Он предложил несколько успешных новшеств при постройке судов, в том числе переход от прямого вооружения к скошенному парусу, приближающемуся к латинскому, а также изобрел усовершенствованную прялку.
Полл выдвинул идею рыболовства с применением более крупных судов, чем традиционные рыбачьи лодки, но получить кредит для постройки такого судна не удалось. Тогда он вместе с братьями приобретает на аукционе и перестраивает разбитое судно. 6 августа 1804 г. на о.Воар они спускают на воду шхуну Royndin Fríða (Красивая Попытка), ставшую первым построенным на Фарерах морским судном, которое к тому же впервые со времен средневековья принадлежало фарерцам
Следующий год был неудачным для промысла, и Полл стал возить уголь с о. Сувурой в Берген и Копенгаген, пытаясь наладить прямые торговые связи. Однако импорт товаров на Фареры запрещался датской королевской монополией на фарерскую торговлю. Вместо товаров Полл привез нечто гораздо более ценное: вакцину против оспы, позволившую защитить население островов. Для этого в пути необходимо было передавать биоматериал от одного члена команды другому, делая прививки поочередно.
На следующий год попытка Полла торговать напрямую привела к ому, что он был осужден и оштрафован за нарушение торговой монополии. В свою очередь Полл обвинил в контрабанде и коррупции датских чиновников в Торсхавне. После безуспешных попыток договориться об открытии торговли с местными властями в 1807 г. Полл и еще четверо фарерских представителей отправились в Копенгаген просить хотя бы о временной отмене торговых ограничений. Миссия имела шансы на успех, так как правивший страной кронпринц Фредерик и многие в Дании сочувствовали фарерцам. Этому помешала начавшаяся война с Англией. Блокада Дании английским флотом привела к прекращению всякой торговли и угрозе голода, так как на Фарерские острова завозилось 80 % потребляемого зерна. Однако англичане согласились пропустить фарерское судно, и в октябре 1807 г. Полл привел «Красивую попытку» обратно на острова с грузом ячменя. Следующим летом два британских корабля прибыли на Фареры для конфискации всей датской собственности, после чего по просьбе коменданта Торсхавна Полл снова отправился в Данию за зерном. Однако на этот раз «Красивая попытка» была перехвачена и разбита. Захваченных фарерцев доставили в Лондон, где к Поллу и его команде отнеслись с пониманием и даже по решению Тайного совета предоставили им другое судно, North Star. В конце ноября 1808 г. они отплыли на Фареры с грузом зерна.предполагалось сделать несколько таких рейсов, однако судно пропало без вести, предположительно, погибло при сильном шторме у южной оконечности о. Сувурой.
Существует версия, по которой Нёлсояр Полл и его люди погибли в результате сговора местных властей с норвежским капером «Один», потопившим судно. Во всяком случае, отправивший Полла за помощью комендант Торсхавна настолько ненавидел его, что выражал удовлетворение тем, что Полл не вернулся
Фареры пережили голодные годы, пока в 1810 г. с англичанами не была достигнута договоренность о снабжении.

## Поэзия
Наиболее известны сатирические стихи (басни) Нёлсояра Полла. Некоторые из них написаны в соавторстве с младшим братом Йокупом Первая работа, которую однозначно приписывают Поллу -«Krákuteiti», басня про чиновника, который не хочет признавать ребенка, прижитого у своей домохозяйки. Персонажи изображены как цапля, утка, кукушка и т. д. «Jákup á Møn» is about an unlucky suitor, and mocks the parochialism then very prevalent in the islands. Басня «Gorplandskvæði» увековечивает трусость коменданта Торсхавнского гарнизона, который сразу сдался англичанам. Самое известное сочинение Полла — «Fuglakvæði» (Баллада о птицах), в которой вороны символизируют датские власти, а храбрый Кулик-сорока — фарерцев. Эта птичка впоследствии была объявлена национальной птицей Фарерских островов. The ballad said in poetic form what could not have been said in plain speech; it sold many copies.

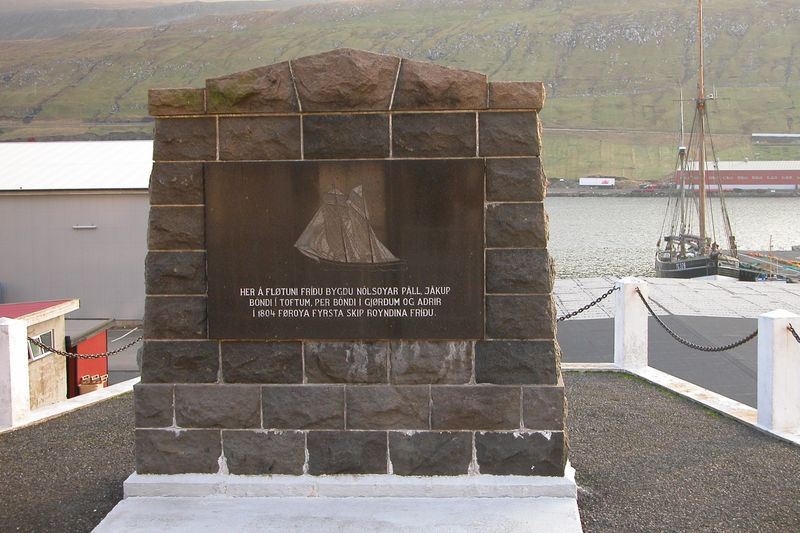
Памятник на о. Воар в честь постройки судна Royndin Fríða

## Влияние
Нёлсояр Полл боролся против датской монополии на фарерскую торговлю, препятствовавшей развитию и экономической самостоятельности островов. Его идеи как корабела и опыт постройки Royndin Fríða положили начало морскому глубоководному лову рыбы, который впоследствии стал основой экономики островов. После гибели Полла его популярность среди патриотчно настроенных фарерцев росла, и он стал национальным героем Фарерских островов.

## Художественная литература
- Johannes Helms. Grib, en Fortælling fra Kulsvierlandet i Kapertiden. Copenhagen: Reitzel, 1893. OCLC 3267610
- Steinbjørn B. Jacobsen. Nólsoyar Páll. Tórshavn: Fannir, 2000. ISBN 99918-49-28-9